# Вестфилд (Индијана)
Вестфилд (енгл. Westfield) град је у америчкој савезној држави Индијана.

## Демографија
По попису из 2010. године број становника је 30.068, што је 20.775 (223,6%) становника више него 2000. године.
| Група             | 2000.         | 2010.          |
| Белци             | 8.538 (91,9%) | 26.435 (87,9%) |
| Афроамериканци    | 93 (1,0%)     | 657 (2,2%)     |
| Азијати           | 168 (1,8%)    | 737 (2,5%)     |
| Хиспаноамериканци | 356 (3,8%)    | 1.746 (5,8%)   |
| Укупно            | 9.293         | 30.068         |